# Opalice
Opalice jsou malá vesnice, část obce Kamenný Újezd v okrese České Budějovice v Jihočeském kraji. Nachází se asi 3,5 kilometru jihozápadně od Kamenného Újezda. Opalice jsou také název katastrálního území o rozloze 3,01 km². V katastrálním území Opalice leží i Radostice.

## Historie
V době bronzové a halštatské bylo na ostrohu nad řekou Vltavou hradiště. První písemná zmínka o vesnici pochází z roku 1365.

## Obyvatelstvo
| Rok            | 1869 | 1880 | 1890 | 1900 | 1910 | 1921 | 1930 | 1950 | 1961 | 1970 | 1980 | 1991 | 2001 | 2011 | 2021 |
| -------------- | ---- | ---- | ---- | ---- | ---- | ---- | ---- | ---- | ---- | ---- | ---- | ---- | ---- | ---- | ---- |
| Počet obyvatel | 77   | 101  | 92   | 80   | 77   | 87   | 72   | 38   | 37   | 21   | 19   | 12   | 10   | 23   | 45   |
| Počet domů     | 11   | 13   | 11   | 14   | 13   | 14   | 10   | 11   | 46   | 10   | 7    | 10   | 12   | 12   | 19   |

## Obecní správa
Při sčítání lidu v letech 1850–1975 Opalice byly samostatnou obcí, se kterým patřily nejprve do okresu Český Krumlov (v letech 1850–1910 Krumlov), ale v roce 1950 v okrese České Budějovice-okolí a od roku 1960 v okrese České Budějovice. Od 1. ledna 1976 jsou částí obce Kamenný Újezd v okrese České Budějovice. V letech 1850–1955 k obci patřily Rančice a v letech 1850–1975 také Kosov a Radostice.

## Pamětihodnosti
- Sýpky u čp. 10 a 11
- Opalický dub – torzo památného stromu na severovýchodním okraji vsi. Obvod kmene přes osm metrů, zevnitř vyzděný a opatřený stříškou. Na kmeni je umístěn obraz znázorňující „podivuhodné zachránění zlatokorunských mnichů na přímluvu Panny Marie Kájovské“ a deska s citátem Františka Palackého: „...kdykoli jsme vítězili, dálo se to pokaždé více převahou ducha nežli mocí fysickou a kdykoli jsme podléhali, že tím vinen býval vždy nedostatek duchovní činnosti, mravní statečnosti a odvahy“. Nedaleko od dubu je umístěn křížek.

## Galerie

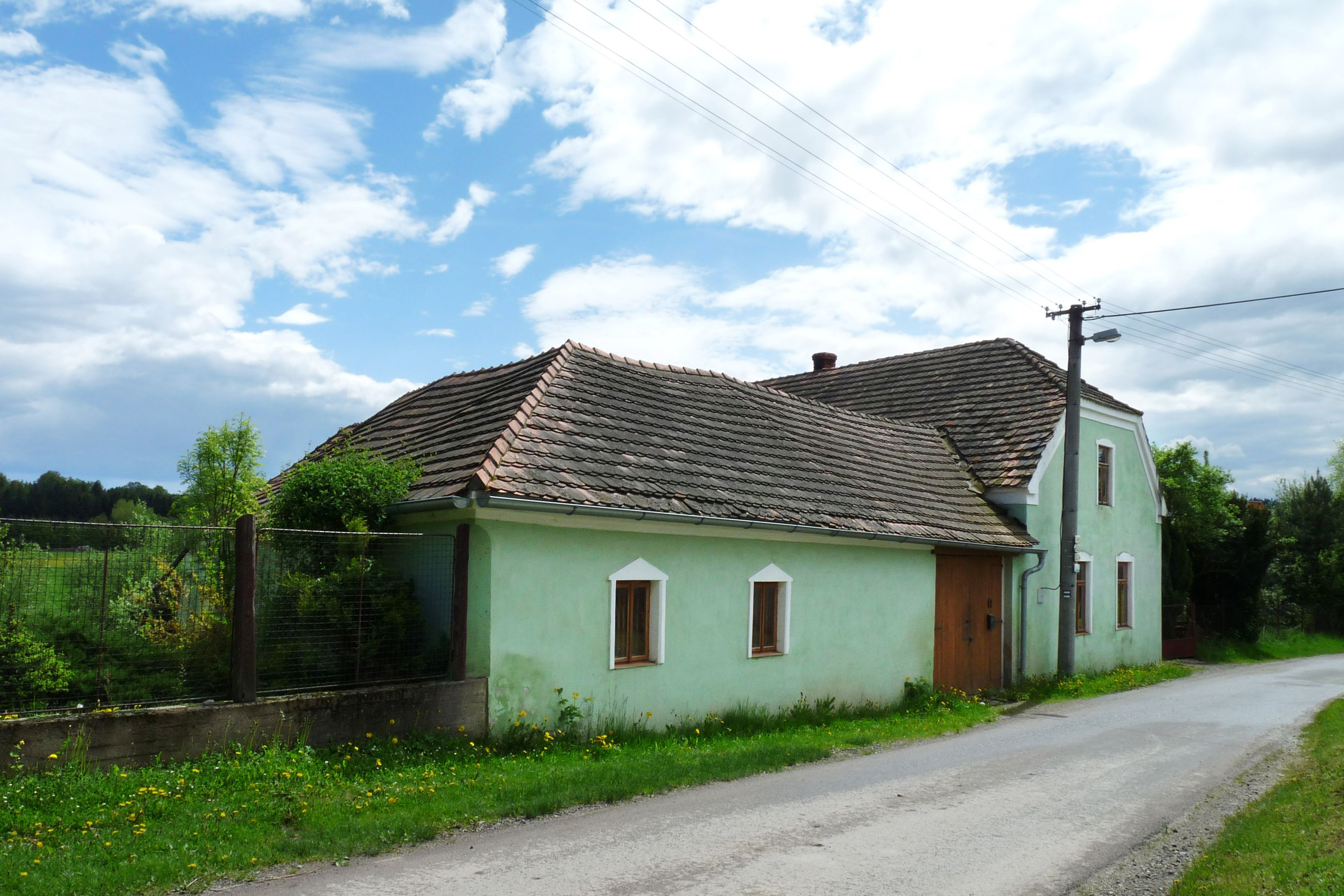
Stavení čp. 8
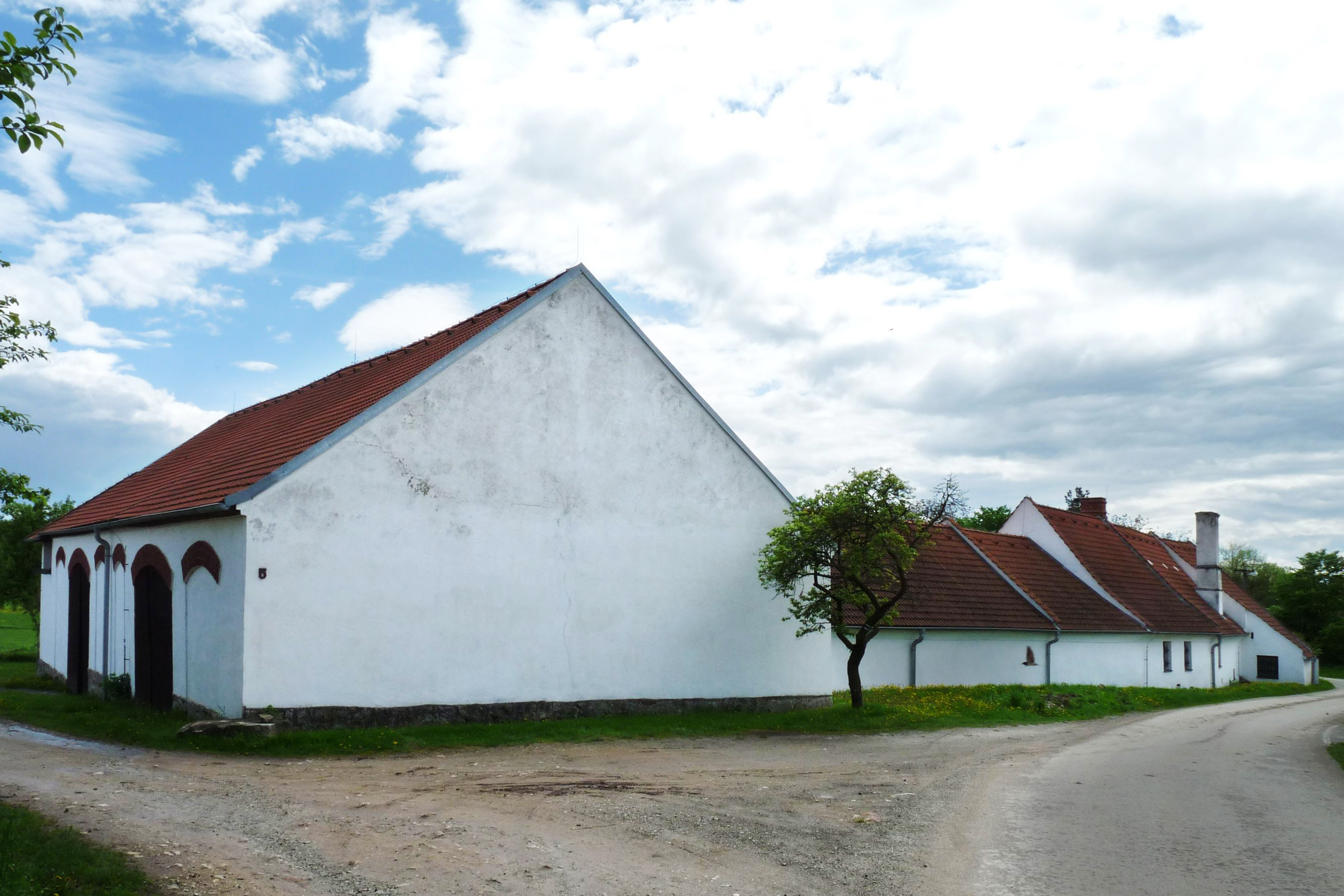
Stavení čp. 5
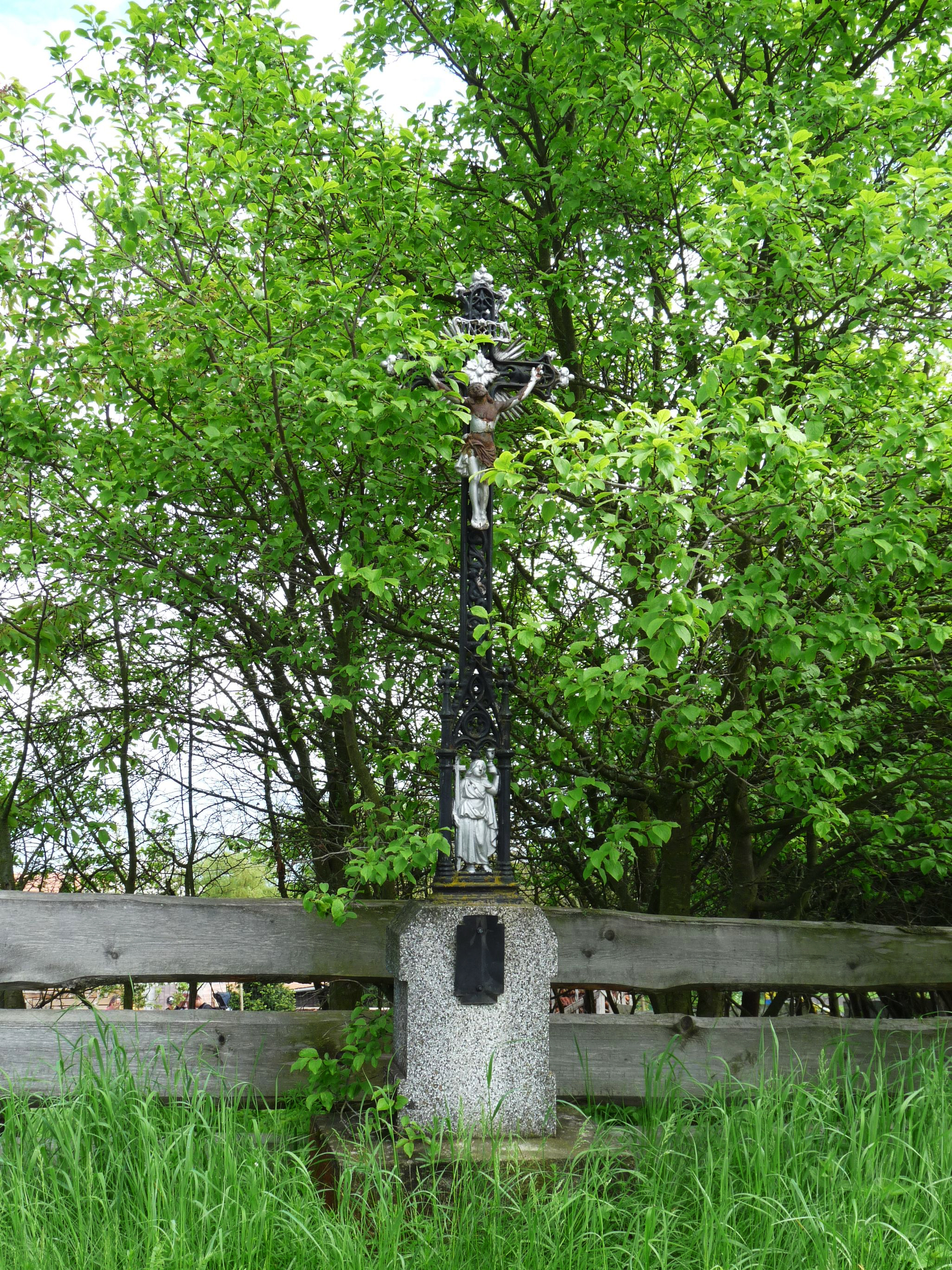
Křížek v centru vsi
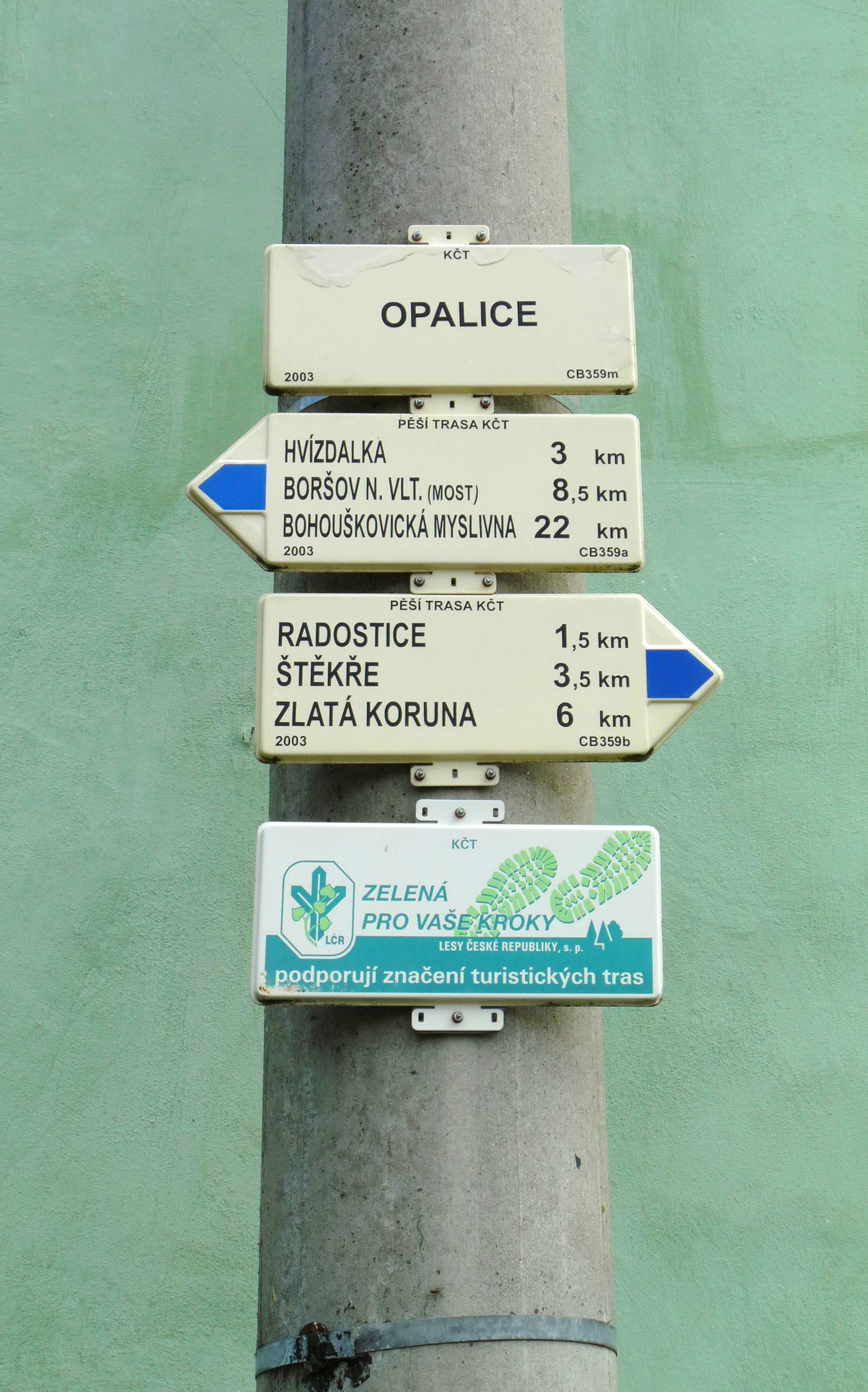
Rozcestník
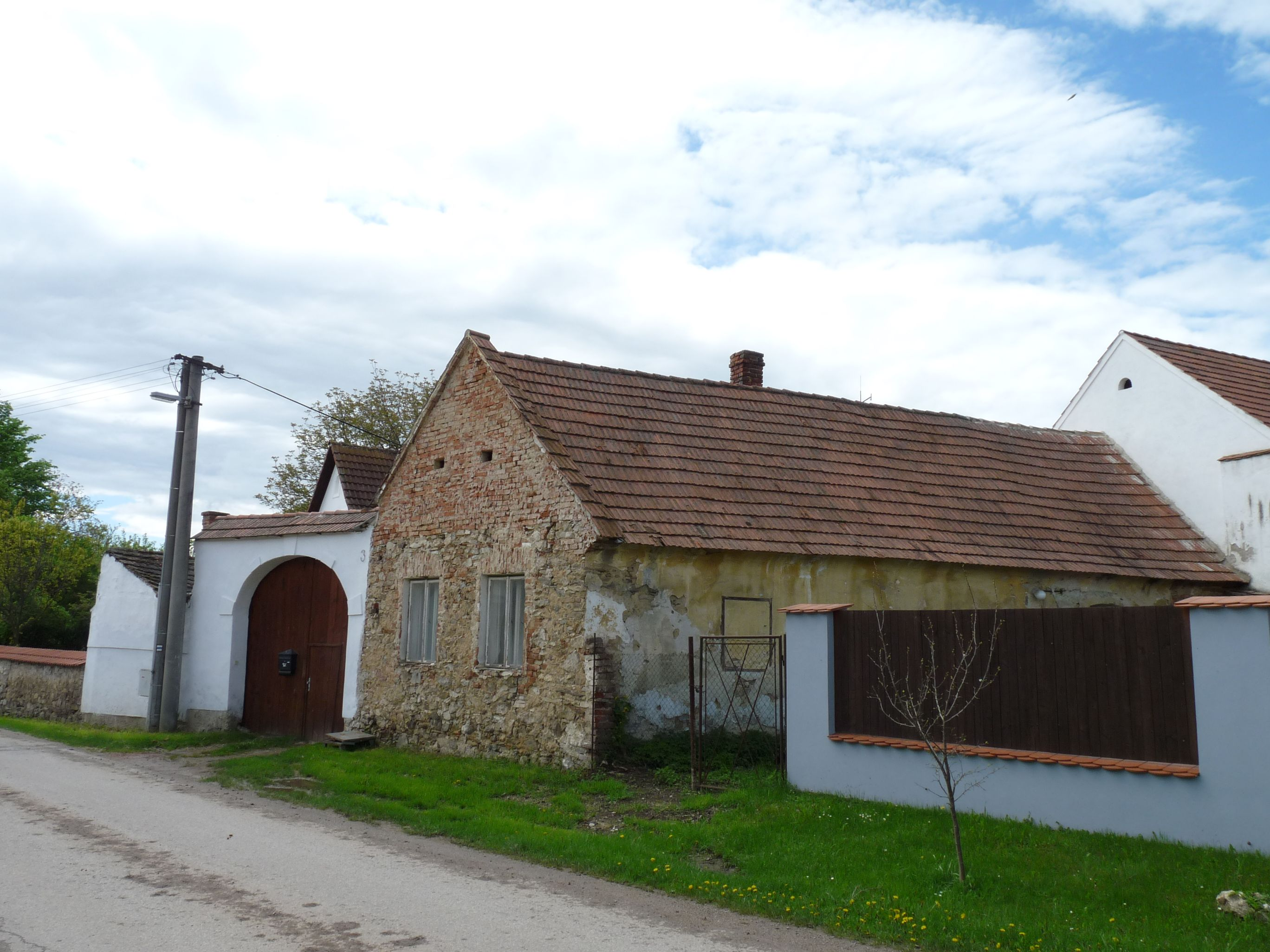
Stavení čp. 3
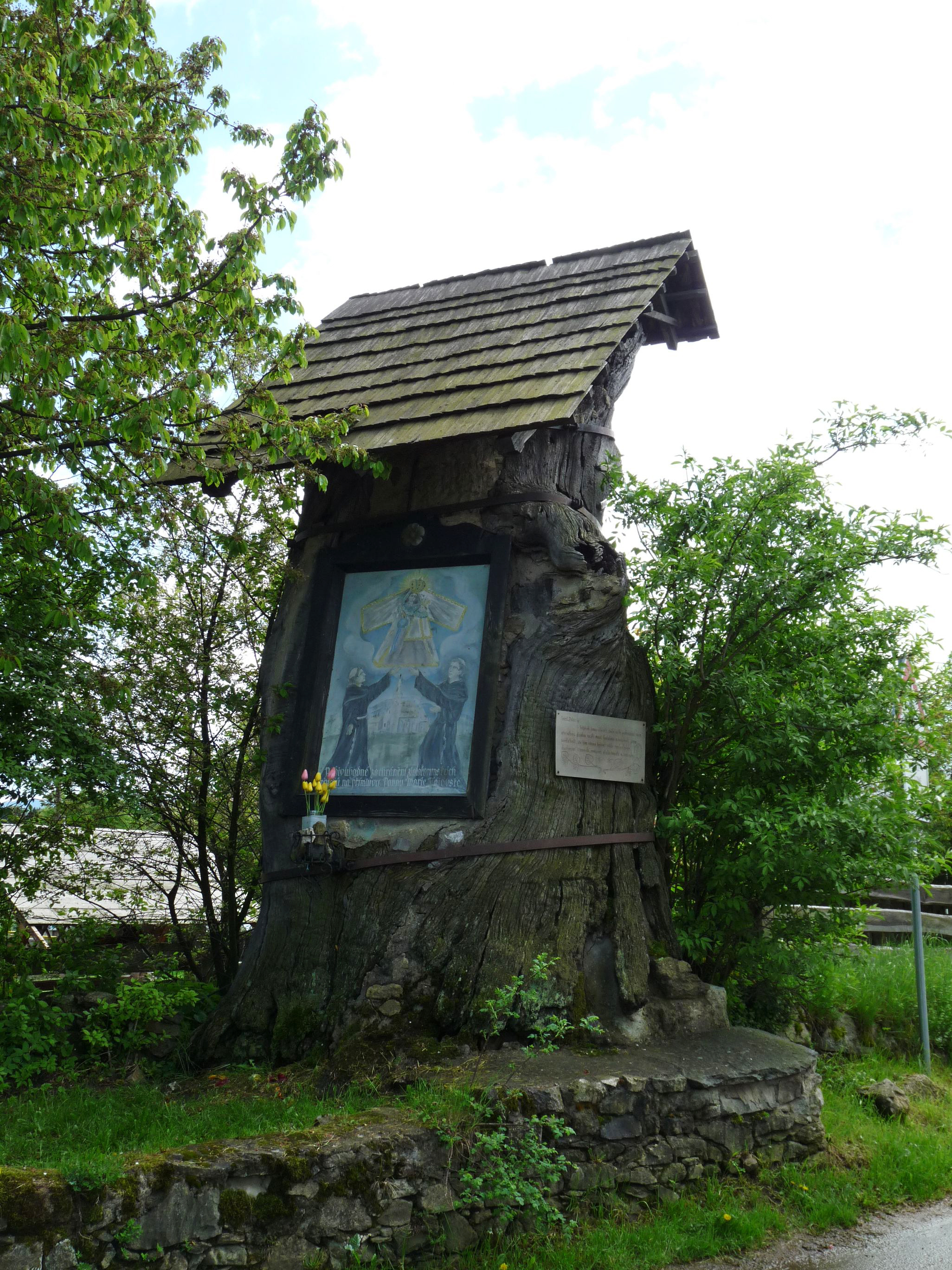
Opalický dub